# Johanna Mayer
Johanna Mayer OSB (* 24. April 1953 in Linz an der Donau) ist eine österreichische Gymnasiallehrerin und Benediktinerin. Seit 2006 ist sie die 56. Äbtissin des Klosters Frauenchiemsee, das auch als Frauenwörth bezeichnet wird.

## Leben
Nach dem Besuch des Gymnasiums in Linz und dem Studium der Germanistik und Anglistik an der Universität Salzburg war sie zehn Jahre als Lehrerin an der Höheren Internatsschule des Bundes Schloss Traunsee in Gmunden tätig.
1987 trat sie in die Schwesternkongregation der Benediktinerinnen vom Unbefleckten Herzen Mariens in Steinerkirchen an der Traun ein und legte ihre zeitliche Profess ab. 1991 wechselte sie zur Abtei Frauenchiemsee und legte 1999 die feierliche Profess ab. Sie leitete die Buchabteilung des Klosterladens und betreute den Oblatenkreis.
Nach der Resignation von Äbtissin Domitilla Veith leitete Priorin Benedikta Frick als Administratorin  von 2003 bis 2006 den Konvent. Am 20. Mai 2006 wurde Johanna Mayer vom Konvent des Klosters Frauenchiemsee zur Äbtissin gewählt. Die Äbtissinenweihe erfolgte am 2. Juli 2006 durch Kardinal Friedrich Wetter, den Erzbischof von München und Freising.
Der Wahlspruch von Äbtissin Johanna Mayer lautet: „Gott ist die Liebe“ (Deus caritas est).

## Persönliche Auszeichnungen
- Bayerischer Verdienstorden: 2022[1]